# Armored Saint
Armored Saint – amerykański zespół muzyczny z Los Angeles grający klasyczny heavy metal. Został założony w 1982 roku przez wokalistę Johna Busha, gitarzystów Dave'a Pricharda i Phila Sandovala, basistę Mike'a Williamsa i perkusistę Gonzalo "Gonzo" Sandovala.

## Muzycy
| Obecny skład zespołu - Joey Vera - gitara basowa (1982-1992, 1999-2003, od 2006) - Gonzo Sandoval - perkusja (1982-1988, 1990-1992, 1999-2003, od 2006) - Phil Sandoval - gitara (1982-1985, 1990-1992, 1999-2003, od 2006) - John Bush - śpiew (1982-1992, 1999-2003, od 2006) - Jeff Duncan - gitara (1989-1992, 1999-2003, od 2006) |  | Byli członkowie zespołu - Mike Zaputil - gitara basowa (1982) - Mike Williams - gitara basowa (1982) - Dave Prichard - gitara (1982-1990) - Eddie Livingston - perkusja (1989) - Alan Barlam - gitara (1989) |

## Wybrana dyskografia
| March of the Saint                      | - Data: 30 czerwca 1984 - Wydawca: Chrysalis Records      | 138 | —  | —  |                  |
| Delirious Nomad                         | - Data: 30 października 1985 - Wydawca: Chrysalis Records | 108 | —  | —  |                  |
| Raising Fear                            | - Data: sierpień 1987 - Wydawca: Chrysalis Records        | 114 | —  | —  |                  |
| Symbol of Salvation                     | - Data: 14 maja 1991 - Wydawca: Metal Blade Records       | —   | —  | —  |                  |
| Revelation                              | - Data: 7 marca 2000 - Wydawca: Metal Blade Records       | —   | —  | —  |                  |
| La Raza                                 | - Data: 16 marca 2010 - Wydawca: Metal Blade Records      | —   | 96 | —  |                  |
| Win Hands Down                          | - Data: 2 czerwca 2015 - Wydawca: Metal Blade Records     | 183 | 33 | 84 | - USA: 9,5 tys.+ |
| "—" oznacza, że album nie był notowany. |                                                           |     |    |    |                  |